# Otford (Australia)
Otford – miasto w Australii, w stanie Nowa Południowa Walia.